# Kapski sup
Kapski sup ili Kapski strvinar (lat. Gyps coprotheres), poznat i kao Kolbeov strvinar, je vrsta ptica grabljivica iz porodice jastrebova. Pripada potporodici strvinara starog svijeta (Aegypiinae).
Kapski strvinar je endemska vrsta južne Afrike, te se može naći samo u Južnoafričkoj Republici, Lesotu, Bocvani i nekim dijelovima sjeverne Namibije.
Odrasli kapski supovi su tamnog perja osim blijedog paperja na glavi i vratu i bjelkastog namreškanog "okovratnika". Vjeruje se kako su ova mjesta temperaturni senzori koji se koriste za otkrivanje termalnih vjetrova. To je velika ptica s rasponom krila od 2,26 - 2,60 m. Duljina ptice je od 96 - 115 cm, a može doseći masu između 7 i 11 kg. U prosjeku su najveći strvinari Afrike, te su treće po veličini u svijetu poslije himalajskog supa i supa starješine.

## Vanjske poveznice
- Cape Griffon (engl.)
- Gyps coprotheres, IUCN Red List of Threatened Species 2004.[neaktivna poveznica] (engl.)

Ostali projekti
|  | Zajednički poslužitelj ima stranicu o temi Gyps coprotheres    |
|  | Zajednički poslužitelj ima još gradiva o temi Gyps coprotheres |
|  | Wikivrste imaju podatke o taksonu Gyps coprotheres             |